# Moussa El-Hage
Moussa El-Hage, O.A.M. (sinh 1954) là một giám mục người Li Băng của Giáo hội Công giáo Maronites, trực thuộc Giáo hội Công giáo Rôma. Ông hiện là Tổng giám mục Tổng giáo phận Haifa and Holy Land, nghi lễ Maronites, tọa lạc tại Isreel, Đại diện Thượng phụ, Toàn quyền Địa phận Jordan, Jerusalem and Palestine. Ông nguyên là Giám quản Tông Tòa Tổng giáo phận Akka, nghi lễ Greek-Mellites.

## Tiểu sử
Tổng giám mục El-Hage sinh ngày 19 tháng 2 năm 1954 tại Antoura, thuộc Li Băng. Năm 1972, chàng trai 18 tuổi El-Hage gia nhập Dòng O.A.M., viết tắt của từ Antonin Maronite Order, nghi lễ Maronites. Sau đó, bảy năm, ông chính thức khấn trọn vào dòng O.A.M.. Ngày 14 tháng 8 năm 1980, Phó tế El-hage, sau một thời gian dài tu học theo quy định của Giáo luật, tiến đến việc được truyền chức linh mục, trở thành một linh mục dòng O.A.M..
Là một linh mục dày dặn kinh nghiệm, với 32 năm công tác mục vụ, ngày 16 tháng 6 năm 2012, thông tin loan đi về việc Tòa Thánh chấp thuận về việc bầu chọn linh mục Moussa El-Hage được chọn làm Tổng giám mục chính tòa Tổng giáo phận Haifa and the Holy Land, nghi lễ Maronites, tọa lạc tại Israel, Đại diện Thượng phụ - Toàn Quyền Địa phận Jordan và Jerusalem and Palestine (tọa lạc lại Palestin. Tân Tổng giám mục được cử hành các nghi thức truyền chức sau đó vào ngày 28 tháng 7 cùng năm, với phần nghi thức được cử hành trang trọng với một giáo sĩ chủ phong và 10 giào sĩ khác trong vai trò phụ phong. Chủ phong cho vị Tân chức là Thượng phụ Béchara Boutros Raï, O.M.M., Thượng phụ Tòa Thượng phụ Antioch, nghi lễ Maronites. Mười giáo sĩ khác trong vai trò phụ phong, gồm các nhân vật của Giáo hội nghi lễ Maronites nổi bật như: Tổng giám mục Tổng giáo phận Beirut Paul Youssef Matar, Tổng giám mục Joseph Mohsen Béchara, nguyên Tổng giám mục Antélias, Tổng giám mục Paul Nabil El-Sayah, Giám mục Giáo triều Maronites và Giám mục Michel Aoun từ Jbeil.
Ngày 27 tháng 1 năm 2014, ông kiêm thêm nhiệm vụ Giám quản Tông Tòa Tổng giáo phận Akka, nghi lễ Greek-Melkites và kết thúc nhiệm vụ tại đây vào ngày 21 tháng 6 cùng năm.